# Cattleya labiata
Cattleya labiata este o specie de orhidee, numită și  cattleya purpurie sau cattleya cu labelă rubinie, descoperită în 1818 în Brazilia.
Aceste plante cresc în partea de nord-vest a Braziliei, în statele Pernambuco și Alagoas. Pot ajunge la diferite dimensiuni în dependență de zona din care provin. Cele din Pernambuco sunt mai mici, cu flori mici, însă viu colorate, majoritatea cărora sunt lila. Plantele din Alagoas sunt mai mari, având și flori mai mari. Unele soiuri, precum Cattleya labiata var. semialba au flori albe mari care bat în gălbui. Există un soi de semialba cu lila în partea inferioară a florii. Această plantă este epifită, crescând în copaci, unde lumina este abundentă. Există oricum și multe alte locuri unde poate crește cattleya, cum ar direct pe stâncile cu foarte puțin sol.  

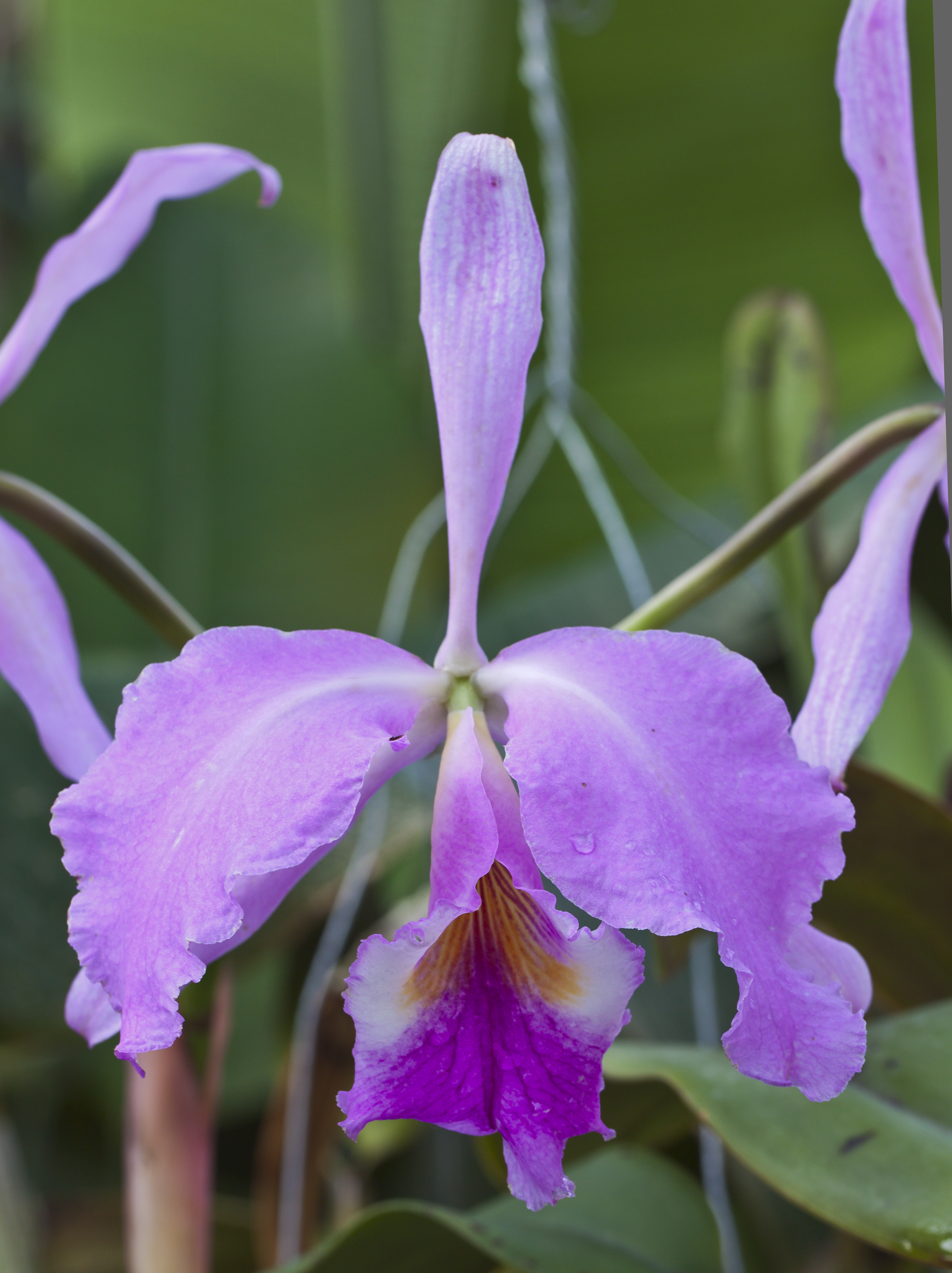

Planta în sine este o cattleya unifoliată, de dimensiuni medii, cu un rizom de mărime mijlocie. Are frunze lungi, de consistență aspră din cauza aridității în coroanele copacilor, datorate sezonului secetos scurt. Cattleya are un pseudobulb sub fiecare frunză, unde poate depozita apă și substanțe nutritive pentru sezonul uscat. În sezonul umed frunzele noi cresc rapid, producând o inflorescență mare. Polenizarea este efectuată de către insecte, de obicei de către masculii albinelor din tribul Euglossini. Rezultatul este o capsulă cu foarte multe semințe (10.000 – 20.000).